# Estadio Municipal de Pedro Aguirre Cerda
El Complejo Deportivo Estadio Municipal de Pedro Aguirre Cerda es un recinto deportivo chileno ubicado en la comuna homónima, de la ciudad de Santiago de Chile. Es propiedad de la Municipalidad de Pedro Aguirre Cerda y su aforo es de 1350 espectadores. Actualmente el lugar es ocupado por talleres deportivos ofrecidos por el mismo municipio. El equipo de Gol y Gol de la Tercera División B de Chile, ejercerá de local en la Temporada 2022, de la categoría mencionada. 